# Празький симфонічний оркестр

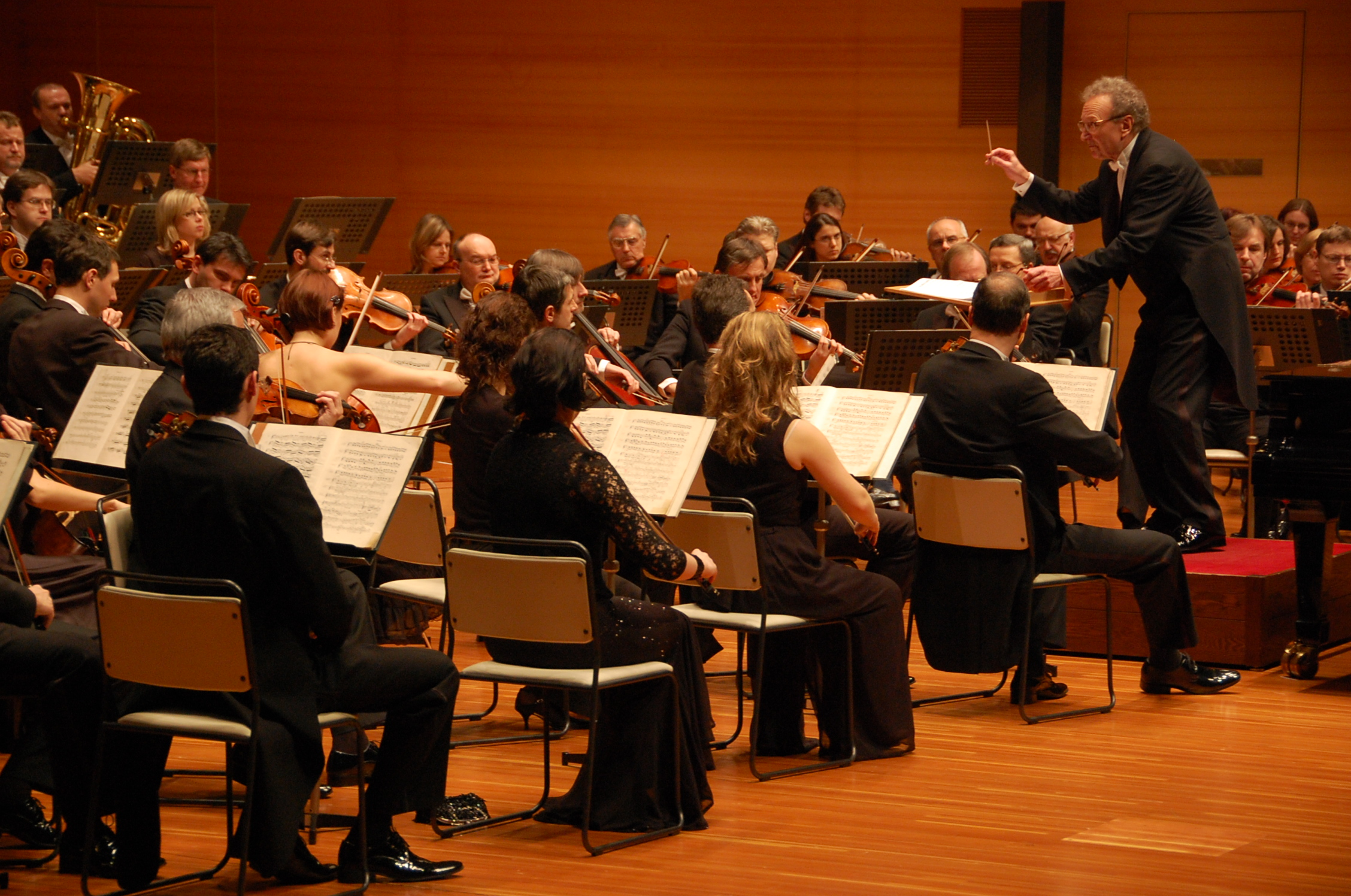
Іржі Коут диригує оркестром під час гастролей в Японії (2008)

Празький симфонічний оркестр (чеськ. Symfonický orchestr hl.m. Prahy FOK) — чеський симфонічний оркестр, що базується в Празі.
Заснований 1934 року диригентом Рудольфом Пекареком і спочатку займався переважно радіоконцертами й записом музики до кінофільмів, що відбилося у початковій назві оркестру — FOK (сокращение от Film-Opera-Koncert). До 1943 року оркестр записав музику до 234 фільмів.
Поступово, однак, оркестр став приділяти більше увагу концертній діяльності, а його репутація помітно підвищилася зусиллями його багаторічного керівника Вацлава Сметачека. 1952 року оркестр був офіційно взятий під патронат празького муніципалітету й одержав нинішню назву (дословно «Симфонічний оркестр столичного міста Праги — FOK»).
Серед робіт Празького симфонічного оркестру останнього часу — цикл концертних записів всіх симфоній Дмитра Шостаковича, здійснений протягом 11 років (1995—2006) під керівництвом його сина Максима.